# Ceraclea variabilis
Ceraclea variabilis là một loài Trichoptera trong họ Leptoceridae. Chúng phân bố ở miền Cổ bắc.